# Hutchison Whampoa
Hutchison Whampoa Limited o HWL (chino tradicional: 和記黃埔有限公司, SEHK: 0013, OTCBB: HUWHY) de Hong Kong es una compañía de Fortune 500 una de las empresas más grandes cotizadas en la bolsa de acciones de Hong Kong. HWL es una corporación internacional con un arsenal diverso de tenencias que incluye las operaciones más grandes en puerto y en telecomunicaciones del mundo en su red que funciona bajo marca de fábrica “3”. Su negocio también incluye al por menor, desarrollo de energía e infraestructura. Pertenece al grupo de Cheung Kong.

## Historia
Hutchison Whampoa era originalmente dos compañías fundadas en el siglo XIX, Hong Kong and Whampoa Dock, establecida en 1863, y Hutchison International en 1877. Hutchison International, bajo sir Douglas Clague, se interesó por Hong Kong and Whampoa Dock en los años 60. 
En 1977, Hutchison adquirió todas las participaciones de Hong Kong and Whampoa Dock y se convirtió en Hutchison Whampoa Limited.
Aunque Hutchison tuviera una cartera de valiosas propiedades inmobiliarias en muelles y empresas minoristas, la compañía estaba en quiebra, y tuvo que ser rescatada por el banco de Hong Kong. El banco adquirió una participación del 22% en la compañía, y lo saco de la quiebra. 
El 25 de septiembre de 1979, en el cierre de la jornada en Londres, el banco anunció que vendería su participación en Hutchison a Cheung Kong por $639 millones de dólares de Hong Kong.

## Servicios
Hutchison Whampoa Limited funciona en 55 países y su número de personal actual es 230.000 personas por todo el mundo. La compañía tiene cinco negocios principales:
- Puertos y servicios relacionados
- Hoteles
- Supermercados
- Energía, infraestructura, inversiones y otros servicios
- Telecomunicaciones con 3 Communications

## Industrias
Hutchison Whampoa Limited funciona con negocios relacionados con:
- Puertos y servicios relacionados: Los activos portuarios hacen de Hutchison (HPH) el  principal operador de carga contenerizada en instalaciones portuarias del mundo con actividades en  Europa, las Américas, Asia, Oriente Medio y África. Funciona en cinco de los siete puertos de  mayor movimiento manejando el 13% del tráfico de contenedores del mundo.

- La negociación y firma de los tratados del Canal de Panamá Torrijos-Carter en septiembre de 1977, dispuso que

a partir del medio día (12 P.M.) del 31 de diciembre de 1999, Panamá asumiría el pleno control de las operaciones y defensa del canal, para cuyos efectos Estados Unidos también asumió responsabilidades. Hoy, la Autoridad del Canal de Panamá es responsable de la operación y administración del canal. Hutchison Whampoa, por su parte, opera y administra dos de los cinco puertos existentes en las entradas y salidas del Canal  de Panamá.
- Hoteles: Desde los edificios de oficinas más conocidos en Hong Kong, Pekín y Shanghái, a las vistosas residencias de lujo en el Reino Unido, Hutchison Whampoa Limitada invierte principalmente en propiedades inmobiliarias. Junto con los activos de Cheung Kong, el conglomerado HWL ha establecido una compañía filial, que gerencia y opera hoteles reconocidos con los  atractivos de Hutchinson.

- Supermercados: El brazo al por menor de A.S. Watson y del Co., limitado (ASW), del HWL, funciona sus cadenas de venta al por menor del buque insignia en Asia tal como supermercado de Watson, de PARKnSHOP, galleria de alimento del GUSTO, pasillo GASTRÓNOMO del alimento de la multa del estilo del boutique, almacén de GRANDES aplicaciones eléctricas del alimento Pasillo, de la fortaleza, el operador con franquicia de la bodega de Watson y de Matiz-Watson. En Europa, la red al por menor del ASW abarca cadenas de la salud y de la belleza: La C.C., Drogas, Kruidvat, Rossmann, ahorradores, Superdrug, Trekpleister, Spektr y Watson, así como las perfumerías y los cosméticos de lujo venden marcas de fábrica al por menor: Marionnaud, ICI PARÍS XL y la tienda del perfume. A.S. Watson es el minorista más grande de la salud y de la belleza del mundo.

- Energía, infraestructura, inversiones y otras: La infraestructura de Cheung Kong (CKI), brazo de la infraestructura del HWL, es una compañía diversificada de la infraestructura con negocios en el transporte, la energía, materiales de la infraestructura, plantas de agua y operaciones relacionadas. Hutchison Whampoa tiene un interés en las tenencias eléctricas de Hong Kong (HEH), el único surtidor de la electricidad a la isla de Hong Kong y a la isla de Lamma. Hutchison es también un accionista importante de Husky Energy, una de las compañías energéticas más grandes de Canadá.

- Telecomunicaciones: Hutchison Whampoa es un pionero de las comunicaciones móviles de las multimedias con el lanzamiento (3G) de las redes de tercera generación del teléfono móvil bajo marca de fábrica “3”. También posee el 59.33% [5] de limitado internacional de las telecomunicaciones de Hutchison (HTIL), que proporciona redes y los servicios de datos del teléfono móvil en Asia, el Oriente Medio y África. Otro por ciento de HTIL es poseído directamente por las tenencias de Cheung Kong, la tenencia detrás del grupo de Cheung Kong a quien el HWL pertenece. Además, el HWL es un soporte oficial del dominio del nivel superior de .mobi creado específicamente para el Internet móvil y ha lanzado el portal móvil Three.mobi bajo su marca de fábrica “3”.

- Datos: Q15805
- Multimedia: Hutchison Whampoa / Q15805